# Atlantirivulus
Atlantirivulus är ett släkte sötvattenlevande växtlekande fiskar i familjen Rivulidae beskrivet 2008 av den brasilianske iktyologen Wilson José Eduardo Moreira da Costa. Släktet är endemiskt till Brasilien. Det hör till de så kallade äggläggande tandkarparna som utgör en del av ordningen tandkarpar (Cyprinodontiformes). Många av arterna har relativt små utbredningsområden. Endast ett fåtal av arterna hålls som akvariefiskar av akvarister, och alla anses som svåra att sköta och odla i fångenskap.

## Arter
Samtliga släktets arter räknades tidigare in i släktet Rivulus. Emellertid var släktet Rivulus inte särskilt homogent, och som ett resultat av framför allt da Costas genomgripande revidering av taxonomin under 2000-talet fördes elva av arterna upp i det egna släktet Atlantirivulus.
Följande nominella arter är klassade som Atlantirivulus:
- Atlantirivulus depressus (Costa, 1991)
- Atlantirivulus haraldsiolii (Berkenkamp, 1984)
- Atlantirivulus janeiroensis (Costa, 1991)
- Atlantirivulus jurubatibensis (Costa, 2008)
- Atlantirivulus lazzarotoi (Costa, 2007)
- Atlantirivulus luelingi (Seegers, 1984)
- Atlantirivulus nudiventris (Costa & Brasil, 1991)
- Atlantirivulus riograndensis (Costa & Lanés, 2009)
- Atlantirivulus santensis (Köhler, 1906)
- Atlantirivulus simplicis (Costa, 2004)
- Atlantirivulus unaensis (Costa & De Luca, 2009)